# François Sermon
François Sermon (ur. 31 marca 1923 – zm. 17 marca 2013) – belgijski piłkarz grający na pozycji lewego pomocnika. Był reprezentantem Belgii.

## Kariera klubowa
Całą swoją karierę piłkarską Sermon spędził w klubie RSC Anderlecht, w którym w sezonie 1941/1942 zadebiutował pierwszej lidze belgijskiej i grał w nim do 1953 roku. Czterokrotnie wywalczył z nim mistrzostwo Belgii w sezonach 1946/1947, 1948/1949, 1949/1950 i 1950/1951. Trzykrotnie został wicemistrzem kraju w sezonach 1943/1944, 1947/1948 i 1952/1953.

## Kariera reprezentacyjna
W reprezentacji Belgii Sermon zadebiutował 15 grudnia 1945 w wygranym 2:1 towarzyskim meczu z Francją, rozegranym w Brukseli. Od 1945 do 1951 rozegrał w kadrze narodowej 9 meczów i strzelił 2 gole.